# Adam Gałkaniewicz
Adam Gałkaniewicz (ur. 30 czerwca 1886 w Podhajczykach, pow. trembowelskim, zm. 1940) – emerytowany komisarz Policji Państwowej.

## Życiorys
Syn Antoniego. W 1928 aspirant Policji Państwowej województwa stanisławowskiego. W 1934 podkomisarz Policji Państwowej. W 1939 roku aresztowany w Stanisławowie. Zamordowany w 1940. Jego nazwisko znalazło się na tzw. Ukraińskiej Liście Katyńskiej, na liście dyspozycyjnej 64/2-23.

## Ordery i odznaczenia
- Srebrny Krzyż Zasługi (13 grudnia 1928)[2]